# Leonid Semënovič Kanevskij

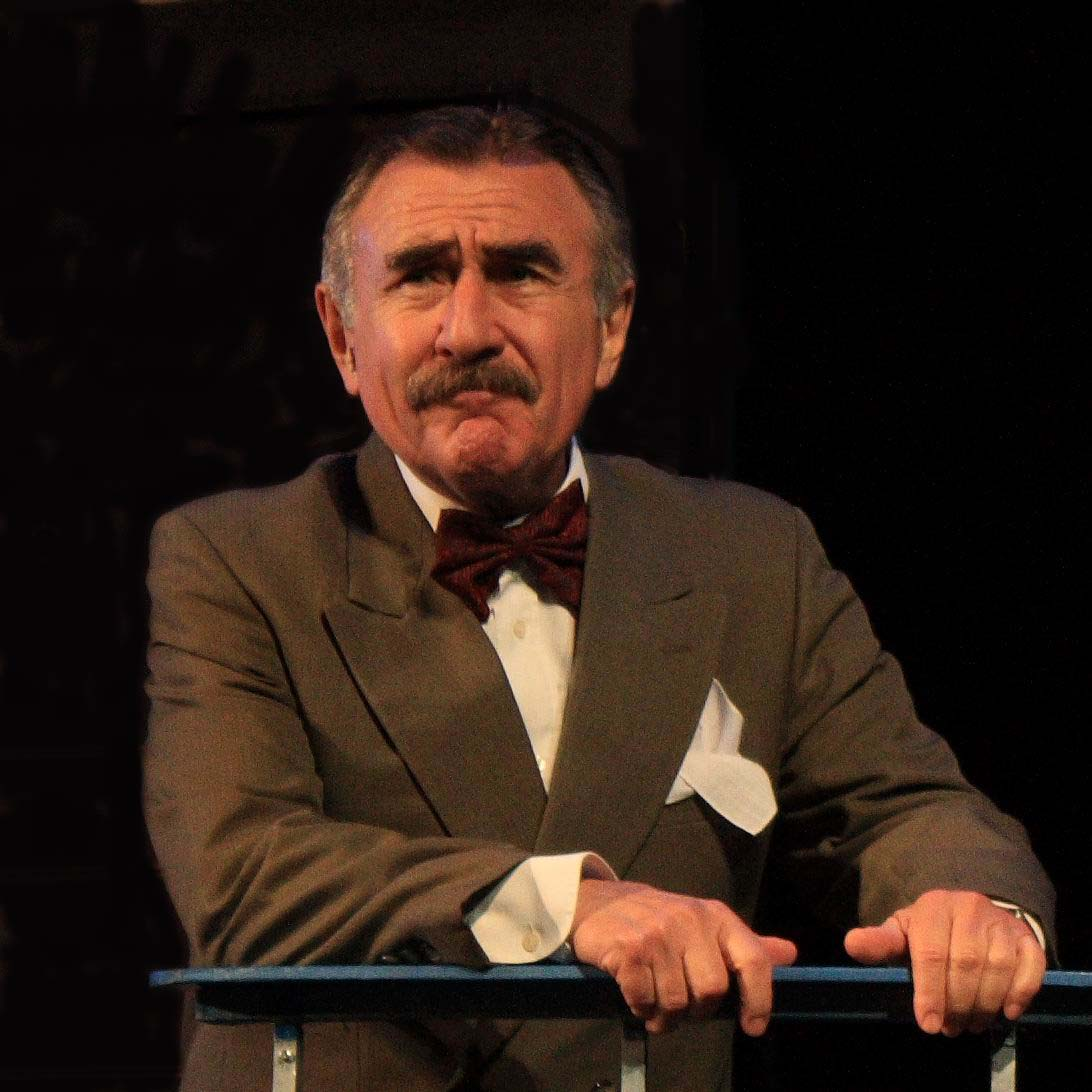
2010

Leonid Semënovič Kanevskij in russo Леонид Семёнович Каневский?,in ucraino Леонід Семенович Каневський? (Kiev, 2 maggio 1939) è un attore russo.

## Filmografia parziale

### Cinema
- Crociera di lusso per un matto (1968)
- Peppi Dlinnyychulok (1982)